# ديف باتيل
ديف باتيل (بالإنجليزية: Dev Patel)‏ مواليد 23 أبريل 1990 في لندن، إنجلترا، هو ممثل إنجليزي من أصل هندي بدأ مسيرته الفنية عام 2006.

## مسيرته الفنية

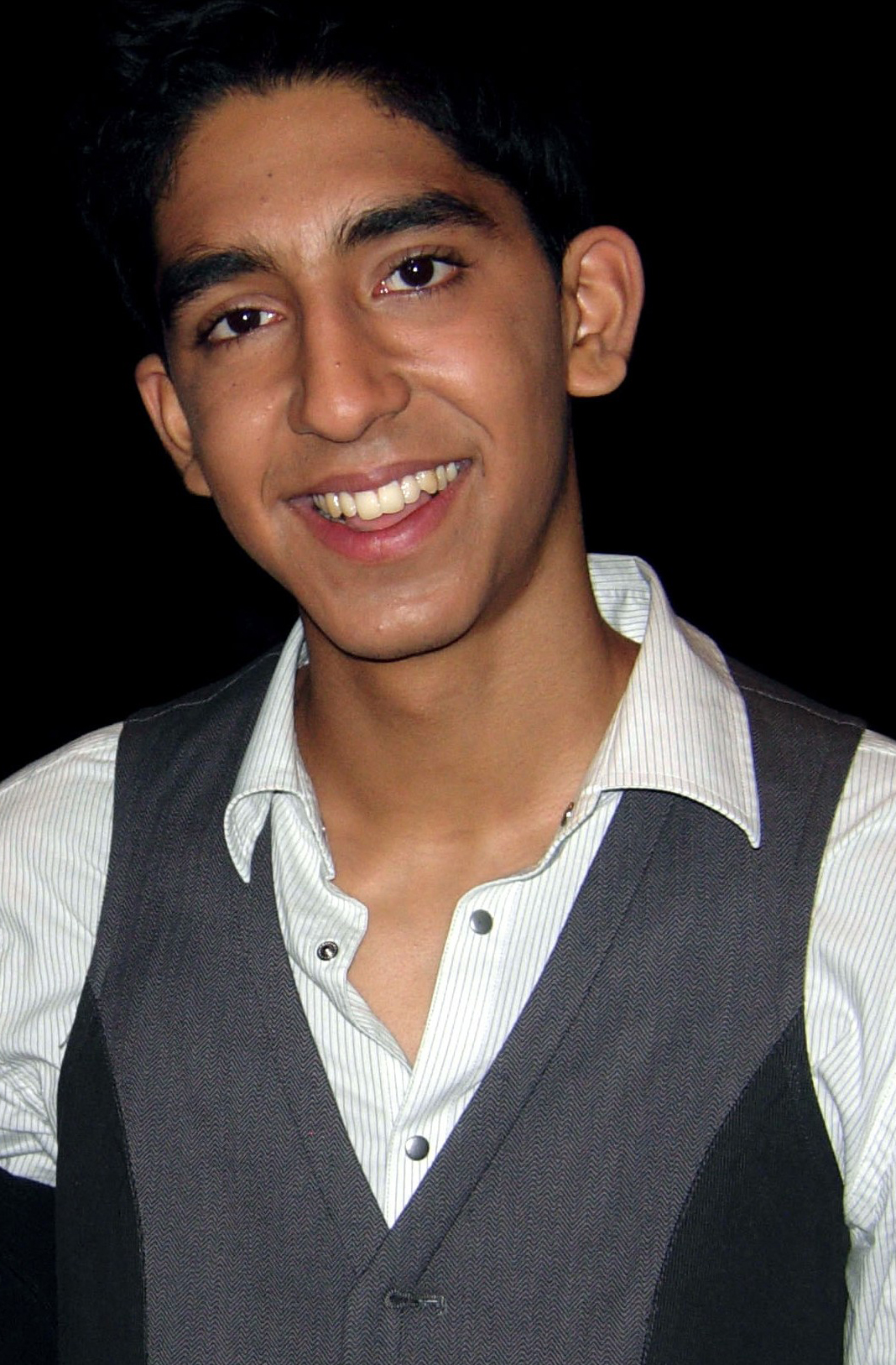
ديف في 2008

بدأ مشواره التمثيلي بمسلسل دراما المراهقين البريطاني (بالإنجليزية: Skins)‏ بدور «أنور كارال» وهي شخصية طالب بريطاني مسلم من أصل باكستاني، أذيع المسلسل في يناير 2007 وفاز بجائزة الوردة الذهبية في 2008 وترشح للبافتا لأفضل مسلسل تليفزيوني في 2008. قام ديف بالدور مرة ثانية في الموسم الثاني من المسلسل، والذي فاز بجائزة جمهور فيليبس في 2009 في جوائز البافتا التليفزيونية. قام باتيل بتمثيل دوره السينمائي الأول في فيلم مليونير متشرد بدور الفتى الهندي المسلم جمال مالك الذي ولد في أحياء بومباي الفقيرة ويسعى حثيثًا لأن يفوز بالجائزة الكبرى لبرنامج من سيربح المليون وأن يعثر على حبه الضائع في الوقت ذاته وسط ظروف قاسية. بعد صدور الفيلم في نهاية عام 2008 نال باتيل عدة جوائز عن أدائه منها جائزة الأفلام المستقلة البريطانية، جائزة المجلس الوطني لمراجعات الأفلام الأمريكي، رابطة نقاد شيكاغو بجانب عدد كبير من الترشيحات الآخرى والجوائز التي حاز هو عليها. أما الفيلم نفسه فقد نجح على الفور نجاحًا ساحقًا تجاريًا ونقديًا، بميزانية 15 مليون دولار استطاع تحقيق إيرادات قدرها 378 مليون دولار تقريبًا، حاصدًا معه عدد كبير من الترشيحات والجوائز منها أربع جوائز كرة ذهبية وثمان جوائز أوسكار منها جائزتي أفضل فيلم وأفضل إخراج. في 2010 قام بالمشاركة في فيلم ذا لاست إيربندر للمخرج نايت شامالان الذي نجح تجاريًا وفشل نقديًا.
في 2012 قام بالتمثيل في فيلم المخرج جون مادن "The best exotic marigold hotel" الذي تدرب فيه على اللهجة الإنجليزية بلكنة هندية، حيث رأى المنتجون أن لهجته البريطانية الخالصة ستجعل الفيلم أقل قابلية للتصديق، نجح الفيلم تجاريًا ونقديًا بدرجة غير متوقعة، وفي 2015 كرر دوره سوني كابور في فيلم "The Second Best Exotic Marigold Hotel". وفي 2016 مثل دور سارو بريرلي في فيلم ليون وحصل على جائزة غولدن غلوب لأفضل ممثل مساعد وجائزة الأوسكار لأفضل ممثل مساعد وجوائز أخرى.

## الحياة الخاصة
والدته «أنيتا» تعمل مربية ووالده «راج» يعمل كمستشار في تكنولوجيا المعلومات. وُلِد في شارع رينيز لين بهارو في لندن، وتربى على الديانة الهندوسية. التحق بمدرسة (ويتمور) الثانوية حيث كان يحصل على درجة (أ) وهي أعلى درجة في مادة الدراما. في 2009 بمواعدة زميلته فريدا بينتو في فيلم مليونير متشرد، وفي 2014 انفصلا.

## أعماله

### أفلام
| السنة | الفيلم                          | الدور                   | ملاحظات                               |
| ----- | ------------------------------- | ----------------------- | ------------------------------------- |
| 2008  | مليونير متشرد                   | جمال مالك               | حصل على عدّة جوائز                     |
| 2010  | ذا لاست إيربندر                 | زوكو                    |                                       |
| 2012  | فندق بست إكزوتك ماريجولد        | سوني كابور              |                                       |
| 2012  | عن تشيري                        | أندريه                  |                                       |
| 2014  | ذا رود ويذن                     | أليكس                   |                                       |
| 2015  | فندق بست إكزوتك ماريجولد الثاني | سوني كابور              |                                       |
| 2015  | شاباي                           | ديون ويلسون             |                                       |
| 2016  | الرجل الذي عرف اللانهائية       | سرينفاسا أينجار رامانجن |                                       |
| 2016  | مطر الذكريات                    | توشيو (صوت)             | النسخة الإنجليزية لفيلم ياباني (1991) |
| 2016  | ليون                            | سارو بريرلي             | حصل على عدّة جوائز                     |
| 2017  | فندق مومباي                     | انجوان                  |                                       |

### مسلسلات
| السنة     | المسلسل      | الدور       | الملاحظات  |
| --------- | ------------ | ----------- | ---------- |
| 2007–2008 | جلود         | أنور كارال  | 18 حلقة    |
| 2009      | سيد أحد عشر  | نادل الفندق | حلقة "1.1" |
| 2012–2014 | غرفة الأخبار | نيل سامبات  | 22 حلقة    |

### ألعاب فيديو
| السنة | اللعبة             | الدور |
| ----- | ------------------ | ----- |
| 2010  | The Last Airbender | زوكو  |

## وصلات خارجية
- ديف باتيل على موقع IMDb (الإنجليزية)
- ديف باتيل على موقع روتن توميتوز (الإنجليزية)
- ديف باتيل على موقع مونزينجر (الألمانية)
- ديف باتيل على موقع ألو سيني (الفرنسية)
- ديف باتيل على موقع تيرنر كلاسيك موفيز (الإنجليزية)
- ديف باتيل على موقع أول موفي (الإنجليزية)
- ديف باتيل على موقع بوكس أوفيس موجو (الإنجليزية)
- ديف باتيل على موقع قاعدة بيانات الأفلام السويدية (السويدية)
- ديف باتيل على موقع إن إن دي بي (الإنجليزية)
- ديف باتيل على موقع قاعدة بيانات الفيلم (الإنجليزية)